# Marinho Chagas
Marinho Chagas, uváděný i jako Francisco Marinho, celým jménem Francisco das Chagas Marinho (8. února 1952 Natal – 31. května 2014 João Pessoa), byl brazilský fotbalista, levý obránce. Byl nápadný svými dlouhými blond vlasy. Ve své době byl považován za jednoho z nejlepších krajních obránců světa, byl ofenzivně laděný se silnou střelou. Zemřel 31. května 2014 ve věku 62 let na krvácení do gastrointestinálního traktu.

## Klubová kariéra
Profesionálně hrál postupně v brazilských klubech ABC FC, Clube Náutico Capibaribe, Botafogo de Futebol e Regatas a Fluminense FC, v USA za New York Cosmos a Fort Lauderdale Strikers, v Brazílii za São Paulo FC, Fortaleza Esporte Clube a América Futebol Clube a v USA za Los Angeles Heat. V jihoamerickém Poháru osvoboditelů nastoupil v 9 utkáních a dal 4 góly.

## Reprezentační kariéra
Za brazilskou fotbalovou reprezentaci nastoupil v letech 1973–1977 ve 27 reprezentačních utkáních a dal 4 góly. Byl členem brazilské reprezentace na Mistrovství světa ve fotbale 1974 v Německu. Nastoupil ve všech 7 utkáních.